# Furustad

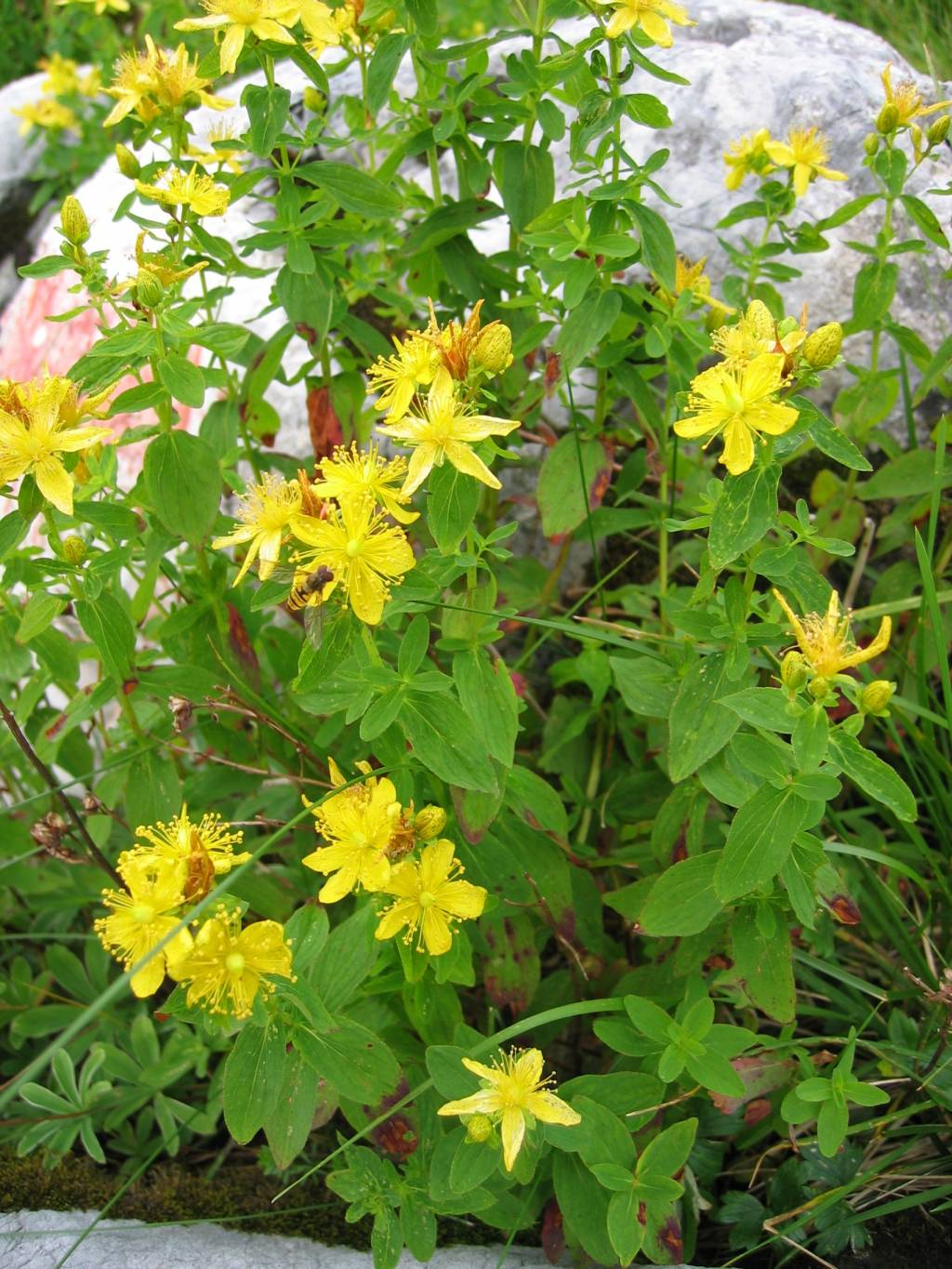
Fyrkantig johannesört

Furustad är ett naturreservat i Dals-Eds kommun i landskapet Dalsland.
Naturreservatet ligger norr om Ed vid sjön Stora Les östsida. Det är skyddat sedan 1988 och omfattar 145 hektar. I reservatet ingår även den tallbevuxna Furustadsön och kringliggande vatten.
Furustad har tidigare varit ett torpställe med odlingar fram till 1960-talet. Det värderas nu som ett botaniskt och kulturhistoriskt värdefullt ställe vid stranden. De gamla odlingsmarkerna hyser en rik flora med orkidén brudsporre, prästkrage, liten blåklocka, väddklint, rödklint och fyrkantig johannesört. Några partier av de forna åkrarna och ängarna har efter hand blivit lövskog.
Den övriga delen av reservatet består av skogsmark med hällmarkstallaskog med inslag av granskog. 
Området ingår i EU:s ekologiska nätverk av skyddade områden, Natura 2000. Det förvaltas av Västkuststiftelsen.